# Alan Pascoe
Alan Pascoe (* 15. března 1947, Portsmouth) je bývalý britský atlet, mistr Evropy v běhu na 400 metrů překážek z roku 1974.
Jeho prvním mezinárodním úspěchem bylo vítězství v běhu na 50 metrů překážek na Evropských halových hrách v roce 1969. Ve stejné sezóně získal bronzovou medaili na evropském šampionátu v Athénách v běhu na 110 metrů překážek. O dva roky později na mistrovství Evropy v Helsinkách vybojoval na stejné trati stříbrnou medaili.
Na olympiádě v Mnichově v roce 1972 na trati 110 metrů překážek nepostoupil do finále, byl však členem stříbrné britské štafety na 4 × 400 metrů. Po tomto závodě se přeorientoval na trať 400 metrů překážek. Na mistrovství Evropy v Římě v roce 1974 na této trati zvítězil. Zároveň byl členem štafety Velké Británie, která zvítězila na tomto šampionátu v závodě na 4 × 400 metrů.